# Macuca

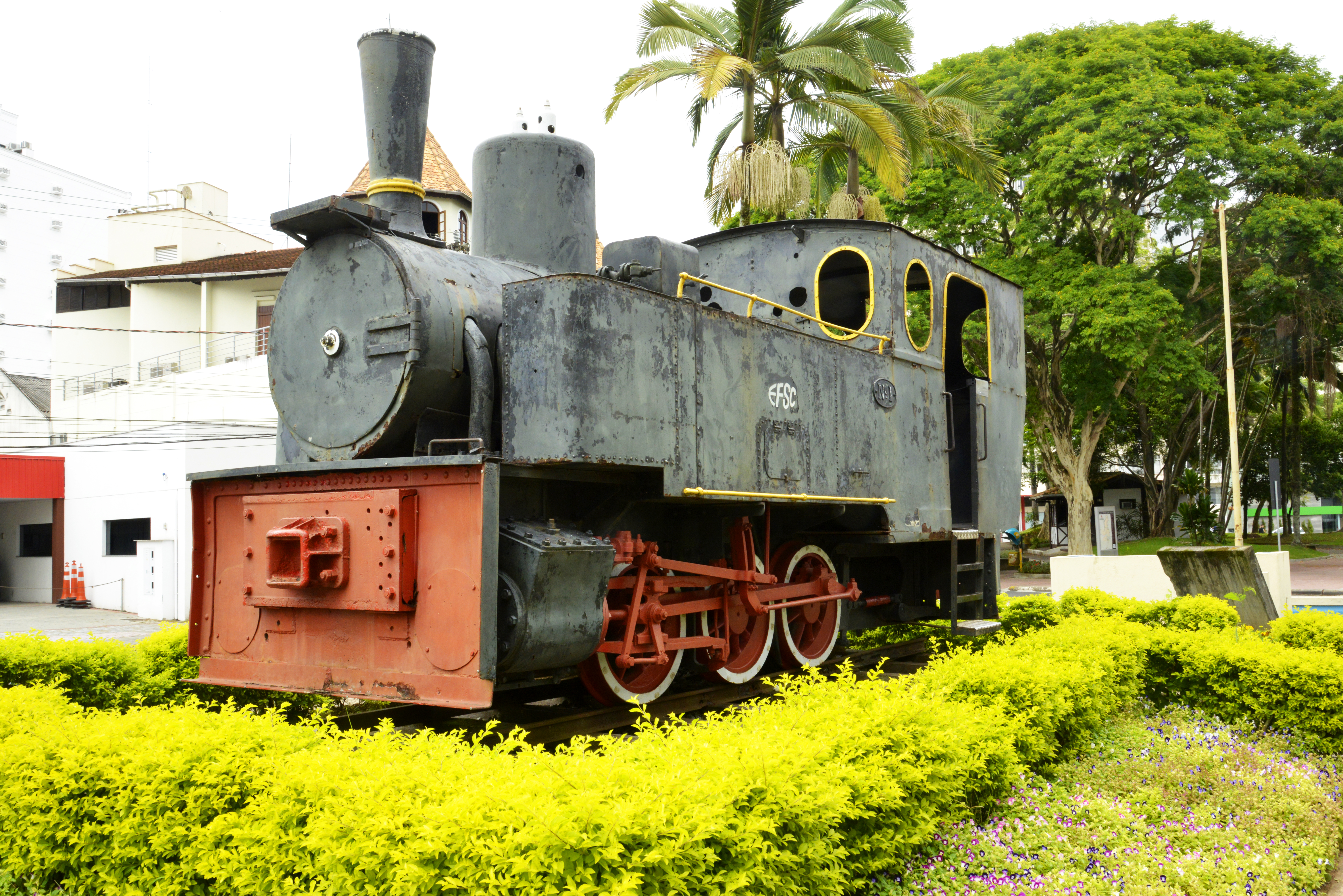
Fotografia da locomotiva em 2018, antes da restauração.

A Macuca é uma locomotiva alemã, importada em 1907, exposta atualmente na Praça Victor Konder, em Blumenau.
A locomotiva chegou à cidade junto aos primeiros acessórios que iniciaram às obras de implantação da linha férrea Blumenau Hansa, no século passado.
Entre junho de 2022 e julho de 2023, a locomotiva passou por um processo de restauração.